# Peter Adolphsen

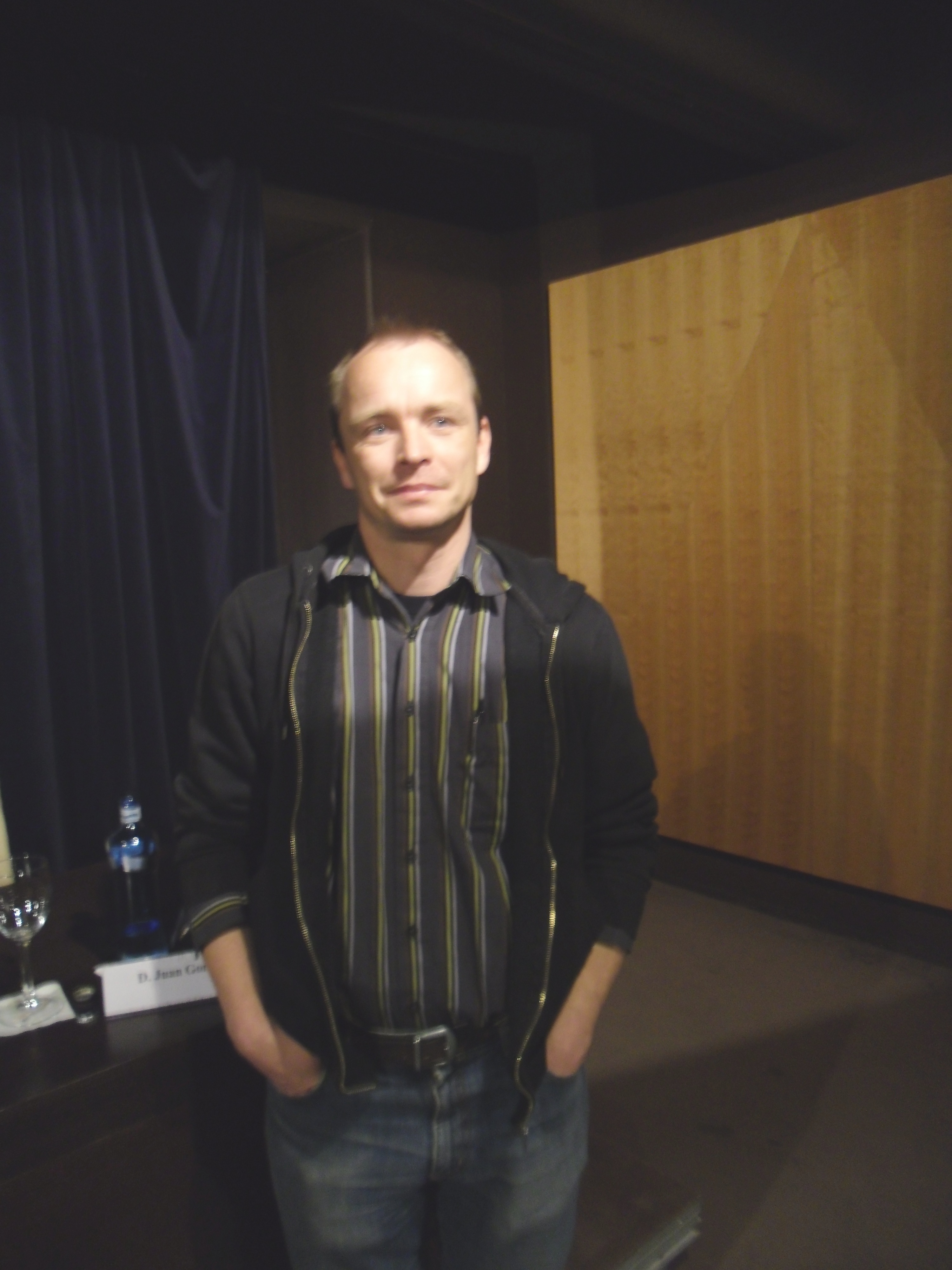
Peter Adolphsen (2010)

Peter Adolphsen (* 1. September 1972 in Aarhus) ist ein dänischer Schriftsteller.

## Leben
Er wuchs in Aalborg, Wien und Green Bay (Wisconsin) auf, besuchte die Nordische Schauspielschule am Theater Aarhus sowie die Forfatterskolen (Autorenakademie) in Kopenhagen. Er lebte mehrere Jahre in Spanien und hat dort, in Córdoba, unter anderem Arabistik studiert. Seit 2000 ist er freier Mitarbeiter der dänischen Tageszeitung Information.
Adolphsen debütierte 1991 als Lyriker in einer von Poul Borum herausgegebenen Anthologie, bekannt wurde er jedoch durch zwei Bände Små Historier (Kleine Geschichten), die 1996 und 2000 erschienen. Obwohl sich der Autor in der Regel auf ein bis zwei Seiten beschränkt, behandelt er in seinen oftmals skurrilen und grotesken Texten existentielle Fragen der Menschheit. In der 2003 publizierten, ca. 70 Seiten umfassenden Erzählung Brummstein (Brummstein) wird auf sehr originelle Weise die deutsche Geschichte des 20. Jahrhunderts zum Gegenstand von Literatur. Ein schwach radioaktiver Stein aus dem Höhlensystem des Hölloch in der Schweiz wandert dabei von Hand zu Hand, gelangt in den Besitz eines Anarchisten, eines jüdischen Mädchens und einer von Joseph Beuys beeinflussten Avantgarde-Künstlerin. Der Stein erlebt auf diese Weise die Weimarer Republik, den Zweiten Weltkrieg, die DDR und die westdeutsche Nachkriegszeit.
Die stilistisch sehr elaborierten Prosatexte Adolphsens stehen in der Tradition von Autoren wie Franz Kafka, Jorge Luis Borges, Raymond Queneau, Per Højholt oder Peter Seeberg.

## Werke
- Små historier (Kleine Geschichten) 1996
- Små historier 2 (Kleine Geschichten 2) 2000
- Brummstein (Brummstein) 2003
- Machine (Machine) 2006
- En million historier (Eine Million Geschichten) 2007
- Katalognien. En versroman [gemeinsam mit Ejlert Nyhavn] 2009
- År 9 efter Loopet (Im Jahr 9 nach dem Loop) 2013
- Små historier 3 (Kleine Geschichten 3) 2020

## Übersetzungen
- Kleine Geschichten [Auswahl aus Små historier und Små historier 2]. In: Vereinzelt Schneefall. Neue Texte aus Skandinavien. Herausgegeben von Klaus Böldl und Uwe Englert. Frankfurt/Main: S. Fischer Verlag, 2004 [= Neue Rundschau, 115, Heft 3].  ISBN 3-10-809058-5
- Brummstein. Aus dem Dänischen von Hanns Grössel. Zürich: Nagel und Kimche, 2005. ISBN 3-312-00362-8
- Das Herz des Urpferds. Aus dem Dänischen von Hanns Grössel. Zürich: Nagel und Kimche, 2008. ISBN 978-3-312-00414-0